# Diplochroa
Diplochroa là một chi bướm đêm thuộc họ Geometridae.